# Islam Channel
Islam Channel („Islam-Kanal“) ist ein britischer Fernsehsender, der über Satellit in ganz Europa, dem Nahen Osten und in Nordafrika frei empfangen werden kann. Er wird auf Englisch ausgestrahlt und fokussiert sich auf den Islam. Er überträgt verschiedene Programme, wie Nachrichten, islamische Vorträge, Talkshows und so weiter.
Er wurde 2004 von Mohamed Ali Harrath (geb. 1963), einem tunesischen Aktivisten und Geschäftsmann, gegründet, der auch sein Chief Executive Officer ist.